# Докерамічний неоліт

Мапа поширення докерамічного неоліта

Докерамічний неоліт — відтин часу раннього неоліту, до якого відносяться деякі культури Близького Сходу з регіону Родючого Півмісяця. Їхнім попередником є місцева мезолітична Натуфійська культура.
Початком докерамічного неоліту вважається поява сільського господарства у населення Близького Сходу. Він розпочався після закінчення останнього льодовикового періоду, а кінець його припадає на період глобального похолодання 8,2 тис. років до нашої ери.
Серед культур докерамічного неоліту розрізняють докерамічний неоліт А та докерамічний неоліт Б. Існує декілька визначний історичних споруд докерамічного неоліту: храмові комплекси Караган-Тепе та Ґебеклі-Тепе, поселення Невали-Чори та Чайоню-Тепесі у південно-східній Туреччині, місто Хірокитія на острові Кіпр а також ранні поселення у Фессалії (сучасна Греція) — Ахіллейон, Арґісса-Маґула та інші.
Для періоду докерамічного неоліту характерна відсутність кераміки, яка в цю епоху вже існувала в Японії та Китаї. Поява кераміки в регіоні збігається з початком нового періоду керамічного неоліту.
Особливий інтерес представляє Ак-Кепрюк — пам'ятка докерамічного неоліту на теренах Афганістану, оскільки він перебував на значній відстані від інших центрів докерамічного неоліту в ту епоху.